# NordVPN
NordVPN is een aanbieder van virtuele privénetwerken (VPN) voor persoonlijk gebruik. Het heeft desktopapplicaties voor Windows, macOS en Linux, mobiele apps voor Android en iOS, alsmede een applicatie voor AndroidTV. Handmatige installatie is beschikbaar voor draadloze routers, NAS-apparaten en andere platforms.
NordVPN is gevestigd in Panama, omdat dit land geen wetgeving omtrent verplichte dataretentie kent en niet deelneemt aan de samenwerkingsverbanden "Five Eyes" en Fourteen Eyes.

## Geschiedenis
NordVPN werd in 2012 opgericht door 'vier jeugdvrienden', aldus de eigen website. Eind mei 2016 presenteerde het een Android-app, gevolgd door een iOS-app in juni van datzelfde jaar. In oktober 2017 lanceerde het bedrijf een browserextensie voor Google Chrome. In juni 2018 lanceerde het een applicatie voor AndroidTV. In oktober 2019 had NordVPN meer dan 7.300 servers in 118 landen operationeel.
In maart 2019 werd gemeld dat NordVPN instructies van de Russische autoriteiten had ontvangen om een door de staat opgestelde lijst van verboden websites te implementeren. Dit zou Russische NordVPN-gebruikers verhinderen Russische staatscensuur te omzeilen. Volgens de berichten zou NordVPN één maand de tijd hebben gekregen om dit verzoek in te willigen, op straffe van blokkade door de Russische overheid. De VPN-dienst weigerde het verzoek in te willigen en legde op 1 april zijn Russische servers stil. Dientengevolge werkt NordVPN nog steeds in Rusland, maar hebben Russische gebruikers geen toegang tot lokale servers.
In september 2019 kondigde NordVPN een VPN-oplossing voor bedrijven aan, met de naam NordVPN Teams. Het is gericht op midden- en kleinbedrijf, teams op afstand en freelancers, die op een veilige manier digitaal willen werken.
In december 2019 was NordVPN een van de vijf oprichtende leden van het nieuw geformeerde 'VPN Trust Initiative', met de belofte online veiligheid alsmede meer zelfregulering en transparantie in de VPN-industrie te bevorderen.

## Kenmerken
NordVPN leidt al het internetverkeer van gebruikers via een externe server die door de service wordt beheerd, waardoor hun IP-adres wordt verborgen en alle inkomende en uitgaande gegevens worden versleuteld.
Naast VPN-servers voor algemeen gebruik, biedt de provider servers voor specifieke doeleinden, waaronder P2P-sharing, dubbele versleuteling en verbinding met het Tor-netwerk.
NordVPN heeft desktopapplicaties voor Windows, macOS en Linux, evenals mobiele apps voor Android en iOS en Android TV-apps. Abonnees krijgen ook toegang tot versleutelde proxy-extensies voor Chrome- en Firefox-browsers. Abonnees kunnen maximaal 6 apparaten tegelijkertijd aansluiten.
In november 2018 beweerde NordVPN dat zijn no-logbeleid was geverifieerd door middel van een controle door PricewaterhouseCoopers AG.  In januari 2023 bevestigde ook een audit van Deloitte het no-logbeleid van NordVPN.
Voor versleuteling gebruikt NordVPN de OpenVPN- en Internet Key Exchange v2/IPsec-technologieën in zijn applicaties. In juli 2019 bracht NordVPN NordLynx uit, een nieuwe VPN-tool gebaseerd op het experimentele WireGuard-protocol, dat streeft naar betere prestaties dan de IPsec- en OpenVPN-tunnelingprotocollen. Deze combinatie van WireGuard en NordVPN's NAT-systeem is inmiddels beschikbaar voor alle besturingssystemen en produceert, volgens tests uitgevoerd door Wired UK, "snelheidsboosts van honderden megabytes per seconde onder bepaalde omstandigheden.
In april 2020 kondigde NordVPN een geleidelijke uitrol aan van het op WireGuard gebaseerde NordLynx-protocol op al zijn platforms. De bredere implementatie werd voorafgegaan door in totaal 256.886 tests, waaronder 47 virtuele machines van negen verschillende providers, in 19 steden en acht landen. De tests lieten hogere gemiddelde download- en uploadsnelheden zien dan zowel OpenVPN als IKEv2.
Ooit gebruikte NordVPN L2TP/IPSec en Point-to-Point Tunneling Protocol (PPTP) -verbindingen voor routers, maar deze werden later verwijderd omdat ze grotendeels verouderd en onveilig waren.

## Ontvangst
CNET's recensie van maart 2019 vermeldde de zes gelijktijdige verbindingen en speciale IP-opties van NordVPN als positieve punten. In een positieve recensie die in oktober 2019 door Tom's Guide werd gepubliceerd, concludeerde de recensent dat "NordVPN betaalbaar is en alle functies biedt die zelfs hardcore VPN-elitisten geschikt zullen vinden". De recensent merkte ook op dat in de servicevoorwaarden geen enkel rechtsgebied wordt vermeld, en schreef dat het bedrijf transparanter zou kunnen zijn over zijn eigenaars. Het bedrijf heeft sindsdien de voorwaarden bijgewerkt, waarbij Panama expliciet wordt vermeld als het land van jurisdictie. In een recensie van VPNGids in 2018 werd NordVPN geprezen om zijn sterke beveiligingsfuncties en een "enorm netwerk van servers". VPNGids raadde NordVPN aan voor het omzeilen van internetcensuur op staatsniveau, inclusief de Great Firewall in China.